# P's LIVE
P's LIVE!（ピーズライブ）は、ポニーキャニオンに所属する声優・アニメ系アーティストや、アニメ等関連作品発の声優ユニットが出演するライブイベント。

## 概要
2014年6月21日に第1回が開催されたのを皮切りにおおむね年1回のペースで開催されている。
ただし、開催季節は不定期で、開催回ごとに進行フォーマットも異なっていて定まっていない。

### テーマソング
- 明日へ鳴らすリフレイン
作詞・作曲：add9（ヘリP）
02以降、出演者一同で歌う公式テーマソングとなっている。
02の開催記者会見時に楽曲の制作が発表され、最速先行やANIMAX MUSIX2014 YOKOHAMAフライヤーなどの特別先行販売限定のプレミアムチケットに、同曲を収録したCDが特典として付けられた。特典CDで歌っているのは、P's ARTISTS（竹達彩奈、三森すずこ、遠藤ゆりか、内田真礼、七森中☆ごらく部〈三上枝織、大坪由佳、津田美波、大久保瑠美〉）。
また、カラオケDAMのLIVE DAMにて、01で収録されたアーティスト4人（竹達彩奈、三森すずこ、遠藤ゆりか、内田真礼）のライブ映像付きで同曲を配信している[1][2]。
08では「 -P's GR∞VE Ver.-」として石原夏織、内田真礼、鬼頭明里、久保ユリカ、DIALOGUE＋、竹達彩奈、立花日菜、土岐隼一、花澤香菜、harmoeに加え三森すずこの過去音源と合わせ11組が参加した。
- Let's Go!! ～Sing For Tomorrow～（05 Go! Love&Passion!!のみ）
作詞：こだまさおり 作曲：大石昌良 編曲：やしきん
歌：竹達彩奈、三森すずこ、内田真礼、MICHI

### P'sについて
P'sのPは、ポニーキャニオン（PonyCanyon）のPであると推定され（明示はされていない）、近年使われている。なお、アニメ関連でしか使われていない。
P'sの使用例
- P's STUDIO
かつてポニーキャニオンの子会社だったポニーキャニオンエンタープライズが運営するアフレコ・ナレーション収録スタジオ。アフレコスタジオは、麻布台の本社スタジオ内にあるA/R OneとA/R Twoと北新宿にあるShinjuku Satelliteの3ヶ所あり、ポニーキャニオンが制作に関与していないアニメ作品のアフレコも行われる。
- P's LIVE
  - P's ARTISTS
- P's VoiceArtistSchool
声優アーティスト養成事業
- P's Records
2021年6月1日付のポニーキャニオン組織改編でメインレーベルから独立したアニメ音楽レーベル[3]

## P's LIVE! 01
第1回目となる『animeloLIVE! きゃにめ.jp presents「P's Live 01」』は、2014年6月21日にゆうぽうとホールにて開催、2,000人のファンが集まった。
ライブは全23曲をトークを交えつつ約2時間半かけて歌い上げた。
ちなみに、翌日、同一会場・セットにて、ポニーキャニオン主催で七森中☆ごらく部のライブイベント『七森中☆さみっと』が開催された。

### イベント概要
- タイトル
animeloLIVE! きゃにめ.jp presents「P's Live 01」
- 開催日
2014年6月21日
- 会場
ゆうぽうとホール
- 主催・企画・制作
ポニーキャニオン
- 後援
animeloLIVE!
きゃにめ.jp
ぽにきゃんBOOKS
- 協力
ホットスタッフプロモーション

### 出演者
- 竹達彩奈
- 三森すずこ
- 日笠陽子
- 遠藤ゆりか
- 内田真礼

### セットリスト
1.紅蓮の弓矢 ／ 竹達彩奈、遠藤ゆりか、内田真礼(コラボレーション)	※ 進撃の巨人より
(トークコーナー)レーベルメイトに質問1
- 竹達彩奈→内田真礼

内田真礼
2.創傷イノセンス ／ 内田真礼
3.高鳴りのソルフェージュ ／ 内田真礼
(トークコーナー)レーベルメイトに質問2
- 内田真礼→遠藤ゆりか

遠藤ゆりか
4.モノクロームオーバードライブ ／ 遠藤ゆりか
5.黄昏ジュヴナイル ／ 遠藤ゆりか
6.REBORN ／ 遠藤ゆりか
7.ふたりのクロノスタシス ／ 遠藤ゆりか
(トークコーナー)レーベルメイトに質問3
- 遠藤ゆりか→日笠陽子

日笠陽子
8.Seek Diamonds ／ 日笠陽子
9.終わらない詩 ／ 日笠陽子
10.Glamorous days ／ 日笠陽子
11.美しき残酷な世界 ／ 日笠陽子
12.EX:FUTURIZE ／ 日笠陽子
(トークコーナー)レーベルメイトに質問4
- 日笠陽子→三森すずこ

13.それが、愛でしょう ／ 日笠陽子、三森すずこ(コラボレーション)※ フルメタル・パニック? ふもっふより
三森すずこ
14.ユニバーページ ／ 三森すずこ
15.グローリー! ／ 三森すずこ
16.会いたいよ...会いたいよ! ／ 三森すずこ
17.恋のキモチは5% ／ 三森すずこ
18.せいいっぱい、つたえたい!(テレビサイズ) ／ 三森すずこ
(トークコーナー)レーベルメイトに質問5
- 三森すずこ→竹達彩奈

竹達彩奈
19.Sinfonia! Sinfonia!!! ／ 竹達彩奈
20.わんだふるワールド ／ 竹達彩奈
21.サーフでゴゴゴ ／ 竹達彩奈
22.CANDY LOVE ／ 竹達彩奈
23.ライスとぅミートゅー ／ 竹達彩奈

## P's LIVE! 02
第2回目の『P's LIVE! 02 〜LOVE ＆ P's〜』は、2015年3月8日に横浜アリーナにて開催された。
2014年10月16日に開催決定が発表され、23日に概要告知の記者会見が開かれた
個人で音楽活動を行う声優による「アーティストサイド」のみだった前回から大幅に拡大する形で、アニメキャラクター名義の声優やユニットによる「アニメーションサイド」も加わり、会場も前回から比べ、大規模となっている。ライブのサブタイトル「LOVE & P's」は三森が前回考案・提唱し、今回全体のテーマとして採用されたもの。
全42曲をトークも交えつつ5時間半に渡って歌い上げた。

### 開催記者会見
2014年10月16日の開催決定発表時に、開催記者会見を23日に開き、この模様をニコニコ生放送で一般公開することが通知された。
記者会見は、ポニーキャニオン本社で行われ、開催日・会場・出演者(第1弾)・テーマソング「明日へ鳴らすリフレイン」の制作も併せて発表された。
記者会見登壇者は、事前告知があった竹達彩奈、三森すずこ、松澤千晶（司会）に加え、遠藤ゆりか、三上枝織（七森中☆ごらく部代表）、村川梨衣（みならいディーバ代表）、高森奈津美（denk!girls代表）、照井春佳（讃州中学勇者部代表）の計8名。

### イベント概要
- タイトル
P's LIVE! 02 〜LOVE & P's〜
- 開催日
2015年3月8日
- 会場
横浜アリーナ
- 主催・企画・制作
ポニーキャニオン
- 協賛
アニメパス
LIVE DAM 第一興商
animeloLIVE!
- 後援
きゃにめ.jp

### 出演者
アーティストサイド
- 竹達彩奈
- 三森すずこ
- 遠藤ゆりか
- 内田真礼

アニメーションサイド
- 七森中☆ごらく部
三上枝織、大坪由佳、津田美波、大久保瑠美
※ テレビアニメ・OVA『ゆるゆり』シリーズより
- みならいディーバ
村川梨衣、山本希望
※ Webアニメ『みならいディーバ』より
- denk!girls
高森奈津美、津田美波、竹達彩奈、相沢舞
※ テレビアニメ『デンキ街の本屋さん』より
- 讃州中学勇者部
照井春佳、三森すずこ、内山夕実、黒沢ともよ、長妻樹里
※ テレビアニメ『結城友奈は勇者である』より
- やすなとソーニャ
赤﨑千夏、田村睦心
※ テレビアニメ『キルミーベイベー』より
- たまこラブストーリー
洲崎綾
※ テレビアニメ・劇場版『たまこまーけっと』シリーズより[注釈 3]
- エスカ＆ロジーのアトリエ
村川梨衣
※ テレビアニメ『エスカ&ロジーのアトリエ 〜黄昏の空の錬金術士〜』より
- SAKURA＊TRICK【コトネ＆しずく】
相坂優歌、五十嵐裕美
※ テレビアニメ『桜Trick』より
- THE ROLLING GIRLS
小澤亜李、日高里菜、種田梨沙、花守ゆみり
※ テレビアニメ『ローリング☆ガールズ』より
- アイドルクロニクル
M・A・O、遠藤ゆりか、五十嵐裕美
※ スマートフォンアプリ『アイドルクロニクル』より[注釈 4]
- えとたま
村川梨衣、松井恵理子、相坂優歌、花守ゆみり
※ テレビアニメ『えとたま』より[注釈 5]

### セットリスト
“(カラオケ音源カバー)”は、協賛のDAM提供のカラオケ音源を演奏にして歌唱した企画楽曲。
竹達彩奈
01.ライスとぅミートゅー ／ 竹達彩奈
02.ふぁいっ！ ／ 竹達彩奈
03.(カラオケ音源カバー)Catch You Catch Me ／ 竹達彩奈 ※ カードキャプターさくらより
04.(シングルメドレー) ／ 竹達彩奈
05.CANDY LOVE ／ 竹達彩奈
みならいディーバ
06.Run Diva Run ／ みならいディーバ
07.(メドレー) ぽんこつプリンセス〜放課後怪盗ディーバ〜真面目に作ったはずの歌詞がただのラノベなんだが ／ みならいディーバ
たまこラブストーリー
08.プリンシプル ／ 洲崎綾
09.こいのうた ／ 洲崎綾
SAKURA＊TRICK
10.Won(*3*）Chu KissMe! ／ SAKURA＊TRICK
11.Kiss(and)Love ／ SAKURA＊TRICK
エスカ＆ロジーのアトリエ
12.アスイロ ／ 村川梨衣
(トークコーナー)
- 洲崎綾(進行役)、みならいディーバ、SAKURA＊TRICK、七森中☆ごらく部(三上・大久保)

THE ROLLING GIRLS
13.人にやさしく ／ THE ROLLING GIRLS
14.月の爆撃機 ／ THE ROLLING GIRLS
遠藤ゆりか
15.モノクロームオーバードライブ ／ 遠藤ゆりか
16.パラレルスパイラルライン ／ 遠藤ゆりか
17.(カラオケ音源カバー)Daydream Syndrome ／ 遠藤ゆりか ※ 夢喰いメリーより
18.ふたりのクロノスタシス ／ 遠藤ゆりか
やすなとソーニャ
19.キルミーのベイベー! ／ やすなとソーニャ
(トークコーナー)
- やすなとソーニャ(進行役)、アイドルクロニクル、えとたま

アイドルクロニクル
20.誓いのビジョン ／ アイドルクロニクル
えとたま
21.リトライ☆ランデヴー ／ にゃ〜たん(村川梨衣)
22.blue moment(P'sLIVEスペシャルバージョン) ／ えとたま
讃州中学勇者部
23.ホシトハナ ／ 讃州中学勇者部
24.Aurora Days ／ 讃州中学勇者部
denk!girls
25.two-Dimension's Love ／ denk!girls
(トークコーナー)
- 遠藤ゆりか(進行役)、大坪由佳、denk!girls、THE ROLLING GIRLS、讃州中学勇者部

内田真礼
26.ギミー!レボリューション ／ 内田真礼
27.(カラオケ音源カバー)ツインテール・ドリーマー! ／ 内田真礼、相坂優歌、赤﨑千夏(コラボレーション) ※ 俺、ツインテールになります。より
28.創傷イノセンス ／ 内田真礼
29.からっぽカプセル ／ 内田真礼
30.高鳴りのソルフェージュ ／ 内田真礼
七森中☆ごらく部
31.ゆるゆりんりんりんりんりん ／ 七森中☆ごらく部
32.アフタースクールデイズ ／ 七森中☆ごらく部
33.ハッピータイムは終わらない ／ 七森中☆ごらく部
34.いぇす!ゆゆゆ☆ゆるゆり♪♪ ／ 七森中☆ごらく部
35.ゆりゆららららゆるゆり大事件 ／ 七森中☆ごらく部
三森すずこ
36.グローリー! ／ 三森すずこ
37.(カラオケ音源カバー)ホントのじぶん ／ 三森すずこ、七森中☆ごらく部(コラボレーション) ※ しゅごキャラ!より
38.せいいっぱい、つたえたい! ／ 三森すずこ
39.ROLLER COASTER ／ 三森すずこ
40.Heart Collection ／ 三森すずこ
41.ユニバーページ ／ 三森すずこ
エンディング
42.明日へ鳴らすリフレイン ／ 全員

### アーティストコラボフード企画
当日会場では、イベント・アーティスト・出演作品のオフィシャルグッズ以外に、P'sLIVE!02アーティストコラボフード企画として、「P's Cafe」という名でアーティストのコラボフードとイベントオリジナルドリンクが販売された。
- 「P's Cafe」メニュー
  - 竹達彩奈プロデュースフード
豚まん
  - 三森すずこプロデュースフード
ガパオライス
  - 遠藤ゆりかプロデュースフード
焼きおにぎり
  - 内田真礼プロデュースフード
焼きとうもろこし
  - P'sLIVE!02オリジナルドリンク
明日へ鳴らすリフレイン(ノンアルコールカクテル)

## P's LIVE! 03
P's LIVE!03は、シンガポールで開催された『AFA 2015』内「I LOVE ANISONGコンサート」の11月28日開催分が“P's LIVE!”に位置付けられる形で、ポニーキャニオンを代表して7名の声優アーティストが参加して行われた。
開催時点ではナンバリングされていなかったが、『05』開催発表時に『P's LIVE! 03』に相当することが示された。

### 出演者
- 竹達彩奈
- 内田真礼
- 三森すずこ
- MICHI
- 三上枝織
- 花守ゆみり
- 遠藤ゆりか

## P's LIVE! 04
P's LIVE!04（正式タイトル『P'sLIVE TORANOMON SP 〜50th Anniversary〜』）は、2016年10月9日にニッショーホールにて開催された。
今回は、2016年10月8日から10日までの3日間に掛けて、ポニーキャニオン創立50周年記念イベントをポニーキャニオン本社（当時・虎ノ門）から程近いニッショーホールにて開催、その中に『P's LIVE』がラインナップされた。
これまでとは異なり、3部制（各90分、総入れ替え）で実施された。
開催時点ではナンバリングされていなかったが、『05』開催発表時に『P's LIVE! 04』に相当することが示された。
翌日には、同一会場にて『ポニーキャニオン50周年イベント 後夜祭 -夜の部-みんなで歌おう♪ P's ANISON SHOUT NIGHT-ULTRA MEGA MIX-』が開催された。

### イベント概要
- タイトル
P'sLIVE TORANOMON SP 〜50th Anniversary〜
- 開催日
2016年10月9日
- 会場
ニッショーホール

### 出演者
- 竹達彩奈（2・3部のみ）
- 三森すずこ（1・2部のみ）
- 内田真礼（2・3部のみ）
- 遠藤ゆりか
- MICHI
- 久保ユリカ（1・3部のみ）
- 和島あみ

### セットリスト
第1部
01.SUMMER CHANCE!! ／ 久保ユリカ
02.記憶コロコロ ／ 久保ユリカ
03.Lovely Lovely Strawberry ／ 久保ユリカ
04.モノクロームオーバードライブ ／ 遠藤ゆりか
05.ふたりのクロノスタシス ／ 遠藤ゆりか
06.はじまりのうた ／ 遠藤ゆりか
07.Cry for the Truth ／ MICHI
08.Checkmate!? ／ MICHI
09.BRAVE HEART EXTRA ／ MICHI
10.幻想ドライブ ／ 和島あみ
11.キミへ ／ 和島あみ
12.永遠ループ ／ 和島あみ
13.LIVE for LIFE 〜狼たちの夜〜 ／ 遠藤ゆりか、MICHI、和島あみ（コラボレーション）	※ ベン・トーより
14.Light for Knight ／ 三森すずこ
15.ドキドキトキドキトキメキス♡ ／ 三森すずこ
16.ユニバーページ ／ 三森すずこ
17.明日へ鳴らすリフレイン ／ 1部出演者全員
第2部
01.幻想ドライブ ／ 和島あみ
02.永遠ループ ／ 和島あみ
03.モノクロームオーバードライブ ／ 遠藤ゆりか
04.ふたりのクロノスタシス ／ 遠藤ゆりか
05.BRAVE HEART EXTRA ／ MICHI
06.Checkmate!? ／ MICHI
（トークコーナー） ／ MICHI、竹達彩奈
07.Hey!カロリーQueen ／ 竹達彩奈
08.齧りかけの林檎 ／ 竹達彩奈
09.ライスとぅミートゅー ／ 竹達彩奈
10.Light for Knight ／ 三森すずこ
11.FUTURE IS MINE ／ 三森すずこ
12.ユニバーページ ／ 三森すずこ
13.創傷イノセンス ／ 内田真礼
14.Resonant Heart ／ 内田真礼
15.ギミー！レボリューション ／ 内田真礼
16.明日へ鳴らすリフレイン ／ 2部出演者全員
第3部
01.Checkmate!? ／ MICHI
02.BRAVE HEART EXTRA ／ MICHI
03.幻想ドライブ ／ 和島あみ
04.永遠ループ ／ 和島あみ
05.モノクロームオーバードライブ ／ 遠藤ゆりか
06.はじまりのうた ／ 遠藤ゆりか
（トークコーナー） ／遠藤ゆりか、内田真礼
07.ギミー！レボリューション ／ 内田真礼
08.からっぽカプセル ／ 内田真礼
09.Hello, future contact ／ 内田真礼
10.SUMMER CHANCE!! ／ 久保ユリカ
11.記憶コロコロ ／ 久保ユリカ
12.Lovely Lovely Strawberry ／ 久保ユリカ
13.Sinfonia! Sinfonia!!! ／ 竹達彩奈
14.Hey!カロリーQueen ／ 竹達彩奈
15.ライスとぅミートゅー ／ 竹達彩奈
16.明日へ鳴らすリフレイン ／ 3部出演者全員

### P's LIVE TORANOMON SP楽屋トーク
開催当日、ポニーキャニオン50周年記念のインターネットテレビ50時間連続放送特番の『ポニキャン50TV」の一部として、13:00からと16:00からの各1時間、出演者の一部が現地から生出演する「P's LIVE TORANOMON SP楽屋トーク」が配信された。
司会は、大坪由佳と三上枝織（16:00のみ）。

## P's LIVE! 05

### イベント概要
- タイトル
P's LIVE! 05 Go! Love&Passion !!〜
- 開催日
2017年11月26日
- 会場
横浜アリーナ
- 主催・企画・制作
ポニーキャニオン
- 後援
きゃにめ.jp
- 協力
ホットスタッフ・プロモーション

### 出演者
- 内田真礼
- OxT
- KiRaRe
- 竹達彩奈
- MICHI
- 三森すずこ
- 和島あみ（体調不良による休業のため出演キャンセル）

- SHOW BY ROCK!!
- 讃州中学勇者部
- バンドじゃないもん!
- 七森中☆ごらく部
- 怪獣娘～ウルトラ怪獣擬人化計画～
- スタァライト九九組

## P's LIVE! -Boys Side-

### イベント概要
- タイトル
P's LIVE! -Boys Side-
- 開催日
2020年10月17日
- 会場
舞浜アンフィシアター
- 主催・企画・制作
ポニーキャニオン

## P's LIVE〜Nice to P's you!!〜
- 開催日
2022年2月13日
- 会場
TACHIKAWA STAGE GARDEN
- 出演者
- CUE!AiRBLUE[メンバー 1]
- SPR5[メンバー 2]
- Smewthie[メンバー 3]
- DIALOGUE+[メンバー 4]
- harmoe[メンバー 5]（出演キャンセル）

## P's LIVE! 08 〜P's GR∞VE〜
- 開催日
2025年3月8日-9日
- 会場
LINE CUBE SHIBUYA
- 出演者
  - 両日出演
    - harmoe
    - 立花日菜

  - 1日目
    - 内田真礼
    - 石原夏織
    - 鬼頭明里
    - 土岐隼一
    - JUVENILE
    - Sizuk
    - 太陽と踊れ月夜に唄え
    - リモート☆ホスト
    - 魔防隊七番組
    - テレビアニメ『2.5次元の誘惑』
    - 日向美ビタースイーツ♪

  - 2日目
    - 久保ユリカ
    - 竹達彩奈
    - 花澤香菜（体調不良による休業のため出演キャンセル）
    - DIALOGUE+
    - HoneyWorks feat.ハコニワリリィ
    - スタァライト九九組
    - smewthie
    - Turkey!
    - うたごえはミルフィーユ

  - バックバンド
    - ギター：三沢崇篤
    - ベース/バンドマスター：黒須克彦
    - キーボード：今井隼
    - ドラム：裕木レオン